# Jon St. John

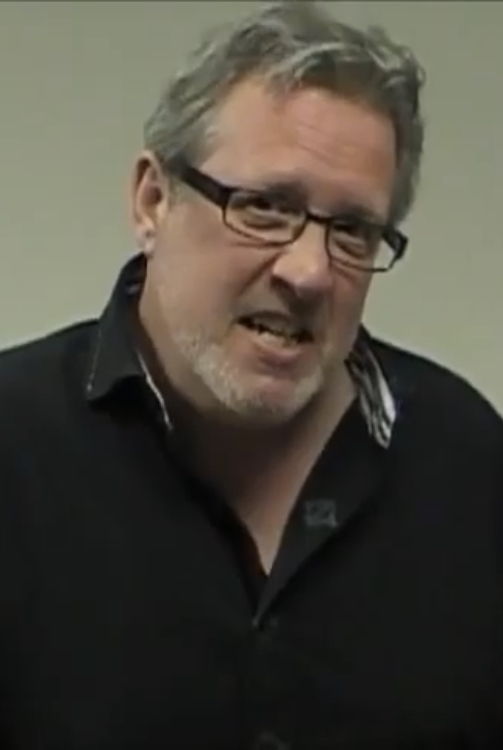
Jon St. John em 2014

Jon St. John é um dublador norte-americano. É mais conhecido por dar voz ao personagem Duke Nukem, da série de jogos eletrônicos Duke Nukem.

## Carreira
St. John iniciou sua carreira aos 14 anos como disc jockey em uma emissora de rádio. Ainda nesse meio, trabalhou em emissoras dos Estados Unidos como locutor e diretor de produção.
Sua estreia como dublador ocorreu em 1996, principalmente ao interpretar o personagem Duke Nukem em Duke Nukem 3D. A indicação para o papel partiu da diretora de dublagem Lani Minella, com quem já havia trabalhado anteriormente. Sua performance, inspirada no personagem Harry Callahan (Clint Eastwood), impressionou a produção, que o escolheu para o papel principal.
Em seguida, integrou o elenco de dubladores da franquia Sonic the Hedgehog, da Sega. Sua atuação incluiu os personagens Big the Cat, introduzido em Sonic Adventure (1998), e E-123 Omega, presente em títulos lançados entre 2004 e 2016.

## Filmografia

### Videogame
| Ano  | Título                                      | Personagem(ns) | Observações                         | Fonte       |
| ---- | ------------------------------------------- | --- | ----------------------------------- | ----------- |
| 1996 | Big Red Racing                              | Jack "Bad" Jackson, Georgio Macchio, Ivan Smirnoff, Derek "Rabid Dog" Simpkins                                       |                                     | [ 5 ]       |
| 1996 | Avengers in Galactic Storm                  | Captain America; Thunderstrike; Korath; Black Knight; Supremor; Shatterax                                            |                                     | [ 5 ]       |
| 1996 | Starwinder                                  | Barlow Lenz |                                     | [ 6 ]       |
| 1997 | Duke Nukem 3D                               | Duke Nukem |                                     | [ 5 ] [ 6 ] |
| 1997 | Balls of Steel                              | Duke Nukem |                                     | [ 6 ]       |
| 1998 | Duke Nukem: Time to Kill                    | Duke Nukem |                                     | [ 6 ]       |
| 1998 | NFL Xtreme                                  | Jogadores de futebol                                                                                                 |                                     | [ 6 ]       |
| 1999 | Duke Nukem: Zero Hour                       | Duke Nukem |                                     | [ 5 ] [ 6 ] |
| 1999 | Evil Zone                                   | Sho Mikagami – Danzaiver                                                                                             |                                     | [ 5 ]       |
| 1999 | Twisted Metal 4                             | Trash Man; Gen. Warthog; Ralph Jones; Rob Zombie; Orbital; Sweet Tooth's Spokes‑Clown                                |                                     | [ 5 ] [ 6 ] |
| 1999 | Blue Stinger                                | Tim; voz adicional                                                                                                   |                                     | [ 5 ] [ 6 ] |
| 1999 | Half-Life: Opposing Force                   | Drill Instructor Dwight T. Barnes; Drill Instructor Sharpe; MPs; HECU Soldiers                                       |                                     | [ 6 ]       |
| 1999 | Revenant                                    | Voz adicional |                                     | [ 6 ]       |
| 1999 | Tony Tough and the Night of Roasted Moths   | Clown |                                     | [ 6 ]       |
| 1999 | Sonic Adventure                             | Big the Cat |                                     | [ 6 ]       |
| 2000 | Sonic Shuffle                               | Big the Cat |                                     | [ 6 ]       |
| 2000 | Duke Nukem: Land of the Babes               | Duke Nukem; Silverback                                                                                               |                                     | [ 6 ]       |
| 2001 | Clive Barker's Undying                      | Voz adicional |                                     | [ 6 ]       |
| 2001 | Half-Life: Blue Shift                       | Dr. Rosenberg; HECU Soldier; Harold                                                                                  |                                     | [ 6 ]       |
| 2001 | Half-Life: Decay                            | Dr. Rosenberg; HECU Soldier                                                                                          |                                     | [ 6 ]       |
| 2001 | NASCAR Racing 4                             | Chefe de equipe |                                     | [ 6 ]       |
| 2001 | Runaway: A Road Adventure                   | Otto |                                     | [ 6 ]       |
| 2002 | Duke Nukem: Manhattan Project               | Duke Nukem |                                     | [ 5 ]       |
| 2002 | Duke Nukem Advance                          | Duke Nukem |                                     | [ 6 ]       |
| 2002 | NASCAR Racing 2002 Season                   | Chefe de equipe |                                     | [ 5 ] [ 6 ] |
| 2003 | NASCAR Racing 2003 Season                   | Chefe de equipe |                                     | [ 6 ]       |
| 2003 | Chrome                                      | Bolt Logan |                                     | [ 6 ]       |
| 2003 | Rogue Ops                                   | Voz adicional |                                     | [ 6 ]       |
| 2003 | Sonic Adventure DX: Director's Cut          | Big the Cat | Gravações de arquivo                | [ 6 ]       |
| 2003 | Spy Fiction                                 | Lysander; Scarface / Dimitri Vedernikov                                                                              |                                     | [ 6 ]       |
| 2004 | Sonic Battle                                | Chaos Gamma |                                     | [ 6 ]       |
| 2004 | Sonic Heroes                                | Big the Cat; E‑123 Omega                                                                                             |                                     | [ 6 ]       |
| 2004 | Sonic Advance 3                             | Locução |                                     | [ 6 ]       |
| 2004 | Gangland                                    | Black Priest; Chief of Police; FBI; Gunman; Jew Boss; Vincenzo; Romano                                               |                                     | [ 6 ]       |
| 2005 | Call of Cthulhu: Dark Corners of the Earth  | Charles Gilman; Sgt Sam Carter; Chief Constable Andrew Martin; Cutter Urania Seaman; Capt. Stephen Hearst; FBI Agent |                                     | [ 6 ]       |
| 2005 | Cold War                                    | President; Spetsnaz                                                                                                  |                                     | [ 6 ]       |
| 2005 | High Seize                                  | Wallace Stevenson |                                     | [ 6 ]       |
| 2006 | Runaway 2: The Dream of the Turtle          | Professor Simon; Archibald; Otto                                                                                     |                                     | [ 6 ]       |
| 2007 | America's Army: True Soldiers               | Sargento Alan Smith                                                                                                  |                                     | [ 6 ]       |
| 2007 | Jack Keane                                  | Agente Montgomery; Butcher; Eric                                                                                     |                                     | [ 6 ]       |
| 2007 | Tabula Rasa                                 | Vozes diversas |                                     | [ 6 ]       |
| 2008 | Drakensang: The Dark Eye                    | Yandrik; Nolddroken; Dwarves; Troll; Orc                                                                             |                                     | [ 6 ]       |
| 2009 | Mario & Sonic at the Olympic Winter Games   | Big the Cat | Versão DS; gravações de arquivo     | [ 5 ]       |
| 2010 | Amnesia: The Dark Descent                   | Victor; Basile | Justine (DLC)                       | [ 5 ] [ 6 ] |
| 2010 | Heroes of Newerth                           | Locução |                                     | [ 6 ]       |
| 2010 | Star Trek Online                            | Chancellor J’mpok; Ambassador B’Vat; Commander Ethan Burgess                                                         |                                     | [ 6 ]       |
| 2011 | Conduit 2                                   | Michael Ford |                                     | [ 6 ]       |
| 2011 | Duke Nukem Forever                          | Duke Nukem |                                     | [ 5 ] [ 6 ] |
| 2011 | Rochard                                     | John Rochard |                                     | [ 6 ]       |
| 2012 | Counter-Strike: Global Offensive            | Comandante |                                     | [ 6 ]       |
| 2012 | Guild Wars 2                                | PVP Narrator; Knut Whitebear                                                                                         |                                     | [ 6 ]       |
| 2012 | Painkiller: Hell & Damnation                | Daniel Garner |                                     | [ 6 ]       |
| 2013 | Dota 2                                      | Enigma; Bloodseeker; Axe; Kunkka                                                                                     |                                     | [ 6 ]       |
| 2016 | Mario & Sonic at the Rio 2016 Olympic Games | E‑123 Omega | Versão 3DS; gravações de arquivo    | [ 5 ]       |
| 2016 | This Is the Police                          | Jack Boyd |                                     | [ 5 ]       |
| 2016 | This Is the Police 2                        | Jack Boyd |                                     | [ 5 ]       |
| 2016 | Rad Rodgers: World One                      | Dusty |                                     | [ 5 ]       |
| 2016 | Bombshell                                   | Professor Jadus Heskel                                                                                               |                                     | [ 6 ]       |
| 2017 | Bulletstorm: Full Clip Edition              | Duke Nukem | Duke Nukem's Bulletstorm Tour (DLC) | [ 5 ]       |
| 2019 | Ion Fury                                    | Dr. Jadus Heskel |                                     | [ 5 ]       |
| 2023 | Ion Fury: Aftershock                        | Dr. Jadus Heskel; General Rocco "The Rock" Rockford                                                                  | Ion Fury (DLC)                      | [ 5 ]       |
| 2025 | World of Tanks                              | Duke Nukem | Battle pass                         | [ 7 ]       |